# Acrocercops amethystopa
Acrocercops amethystopa är en fjärilsart som beskrevs av Edward Meyrick 1916. Acrocercops amethystopa ingår i släktet Acrocercops och familjen styltmalar. Inga underarter finns listade i Catalogue of Life.